# Mike Banner
Mike Banner, né le 20 octobre 1984 à Washington, est un joueur américain de soccer. Il évolue au poste de latéral gauche.

## Biographie
Banner est repêché en 34e position par le Fire de Chicago lors de la MLS SuperDraft 2007.

## Palmarès
Fire de Chicago
- Finaliste de la SuperLiga en 2009